# Anil Kumble
Anil Kumble est un joueur de cricket international indien né le 17 octobre 1970 à Bangalore. Lanceur spécialisé dans le « leg spin », il commence sa carrière internationale avec l'équipe d'Inde en 1990 en Test cricket et en One-day International et en devient capitaine en 2007. Lorsqu'il met fin à sa carrière internationale, en novembre 2008, il est le troisième lanceur ayant éliminé le plus de joueurs en Test cricket, avec 619 wickets.

## Biographie
Anil Kumble naît le 17 octobre 1970 à Bangalore, dans l'état indien du Karnataka. Il débute dans le Ranji Trophy avec le Karnataka en novembre 1989. Il est sélectionné pour la première fois avec l'équipe d'Inde de cricket en One-day International en avril 1990 contre le Sri Lanka.
Participant à la tournée indienne en Angleterre en 1990, il fait ses débuts en Test cricket lors de la deuxième rencontre de la série de trois contre les Anglais. Il élimine trois adversaires. Il lui faut attendre deux ans avant d'être appelé à nouveau.
En 1996, il est le joueur qui prend le plus de wickets lors de la coupe du monde, disputée en Asie, avec quinze joueurs éliminés à son palmarès.
Face au équipe du Pakistan, en février 1999, il devient le deuxième joueur, après l'Anglais Jim Laker, à prendre dix wickets en une seule manche en Test cricket. Grâce à cette performance, l'Inde gagne son premier test contre le Pakistan en dix-neuf ans.

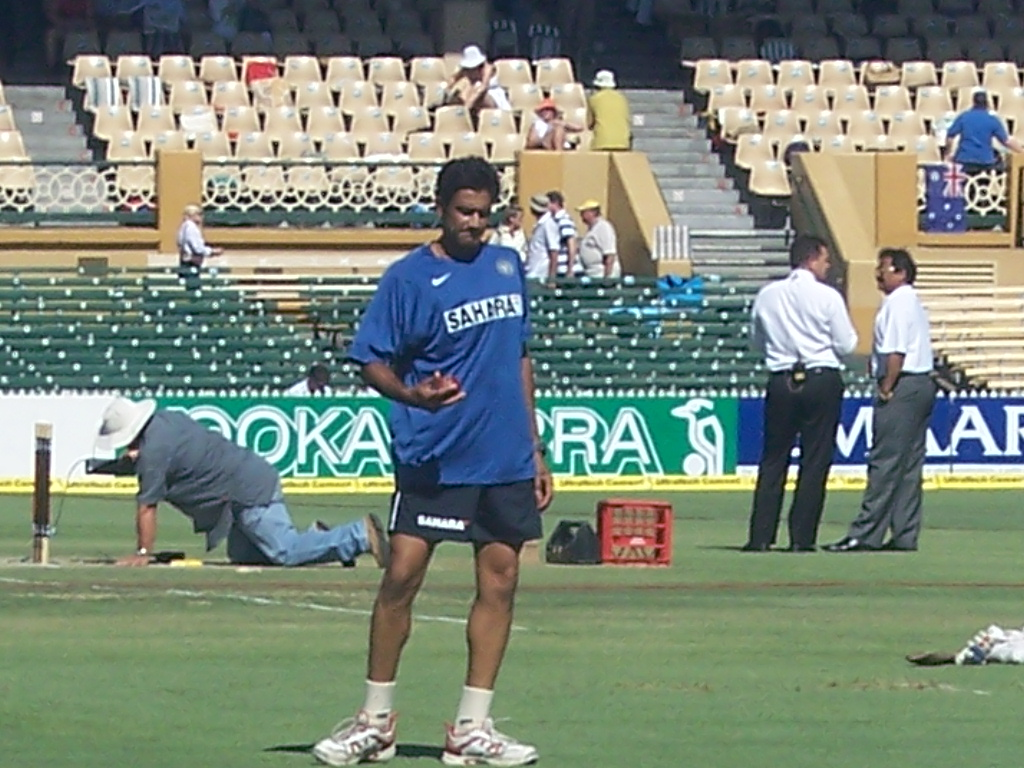
Anil Kumble à l'entraînement, janvier 2008.

Il devient capitaine de la sélection en Test cricket en novembre 2007, lorsque Rahul Dravid décide de quitter le poste. Il devient le troisième joueur, après Shane Warne et Muttiah Muralitharan, à franchir la barrière des six-cents wickets en Test cricket lorsqu'il élimine Andrew Symonds au W.A.C.A Ground de Perth en janvier 2008.
Au début de novembre 2008, il annonce qu'il met fin à sa carrière internationale. Il est alors le troisième joueur ayant pris le plus de wickets en Test cricket, avec 619, derrière Muttiah Muralitharan et Shane Warne.

## Bilan sportif

### Principales équipes
| Internationales             | Internationales     | Internationales     | Internationales |
|                             | Test                | ODI                 |                 |
| --------------------------- | ------------------- | ------------------- | --------------- |
| Inde                        | 1990 - 2008         | 1990 - 2007         |                 |
| Asia XI                     |                     | 2005                |                 |
| Domestiques                 |                     |                     |                 |
|                             | First-class         | List A              | Twenty20        |
| Karnataka                   | 1989-1990 - 2007-08 | 1990-1991 - 2002-03 |                 |
| Northamptonshire            | 1995                | 1995                |                 |
| Leicestershire              | 2000                | 2000                |                 |
| Surrey                      | 2006                | 2006                | 2006            |
| Royal Challengers Bangalore |                     |                     | 2008            |

## Honneurs
- Un des cinq Wisden Cricketers of the Year en 1996
- Padma Shri en 2005